# Les Intouchables (film)
Pour les articles homonymes, voir Intouchable.
Pour plus de détails, voir Fiche technique et Distribution.
Les Intouchables (Gli intoccabili) est un film italien réalisé par Giuliano Montaldo, sorti en 1969. Il s'agit d'une adaptation du roman policier Candyleg de l'écrivain américain Ovid Demaris.

## Synopsis
Le clan des intouchables est une mafia locale puissante. Jack engage son père Hank McCain, qui vient de sortir de prison après douze ans, pour cambrioler un casino appartenant à la célèbre mafia. Le casse est organisé par Charlie Adamo, récemment nommé responsable des activités mafieuses de la côte Ouest. Mais apprenant qui sont les propriétaires de la cible des braqueurs, ce dernier tente alors d'empêcher l'opération. 
Après la mort de Jack, tué par les hommes de main d'Adamo, Hank décide d'opérer seul, assisté par sa jeune épouse Irene. Il parvient, après avoir bombardé le casino, à s'enfuir avec la recette. Aussitôt, De Marco, le patron de la mafia new-yorkaise, orchestre sa vengeance. Il engage un tueur pour persécuter et poursuivre les fuyards, Charlie et ses complices, et jusqu'à l'ancienne compagne de Hank, Rosemary.

## Fiche technique
- Titre français : Les Intouchables
- Autre titre : Le Clan des non-violents
- Titre original : Gli intoccabili
- Titre international : Machine Gun McCain
- Réalisation : Giuliano Montaldo
- Scénario : Giuliano Montaldo, Mino Roli et Israël Horovitz (dialogues additionnels), d'après le roman Candyleg d'Ovid Demaris
- Production : Marco Vicario et Bino Cicogna
- Musique : Ennio Morricone
- Photographie : Erico Menczer
- Montage : Franco Fraticelli
- Pays d'origine : Italie
- Format : Couleurs - 2,35:1 - Mono - 35 mm
- Genre : Drame et film de gangsters
- Durée : 96 minutes
- Dates de sortie : 
  - Italie : 1er avril 1969
  - France : mai 1969 (Festival de Cannes)
  - États-Unis : 29 octobre 1970

## Distribution
- John Cassavetes (VF : Serge Sauvion) : Hank McCain
- Britt Ekland : Irene Tucker
- Peter Falk (VF : Marcel Bozzuffi) : Charlie Adamo
- Gabriele Ferzetti : Don Francesco DeMarco
- Luigi Pistilli (VF : Edmond Bernard) : Duke Mazzanga
- Pierluigi Aprà : Jack McCain
- Margherita Guzzinati : Margaret DeMarco
- Claudio Biava : Barclay
- James Morrison : Joby Cuda
- Steffen Zacharias (it) (VF : Henry Djanik) : Abe (Ruby en VF) Stilberman
- Florinda Bolkan (VF : Sylvie Deniau) : Joni (Josi en VF) Adamo
- Tony Kendall : Pete Zacari
- Salvo Randone (VF : Henri Vilbert) : Don Salvatore
- Gena Rowlands (VF : Paule Emanuele) : Rosemary Scott
- Val Avery : Chuck Regan

## Autour du film
- Les Intouchables marque la deuxième incursion dans le polar "américain" de Giuliano Montaldo après Le Carnaval des truands.
- Cette production italienne marque la rencontre et la grande amitié entre John Cassavetes et Peter Falk, alors qu'ils n'ont aucune scène en commun dans le film.
- La série Columbo n'étant pas encore diffusée en France (il faudra attendre l'année 1971), Serge Sauvion ne double pas Peter Falk, mais John Cassavetes.

## Distinctions
- Festival de Cannes 1969 : Sélection officielle.